# 8651 Alineraynal
A 8651 Alineraynal (ideiglenes jelöléssel 1989 YU5) egy marsközeli kisbolygó. Eric Walter Elst fedezte fel 1989. december 29-én.